# 跃进水库 (二龙山)
跃进水库是中国黑龙江省黑河市五大连池市二龙山农场境内的一座水库，位于诺莫尔河支流长水河上，建于1971年。水库正常库容为3300万立方米，集雨面积为156平方千米，海拔为312.4米。